# Jane Wigham
Pour les articles homonymes, voir Wigham.

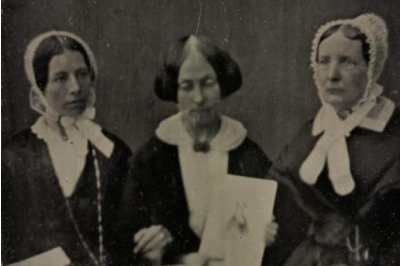
Eliza Wigham, Mary Estlin et Jane Wigham vers 1845.

Jane Wigham, née Jane Smeal (1801-1888) est une suffragiste et abolitionniste écossaise. 

## Biographie
Jane Smeal naît à Glasgow en 1801. Elle est la sœur de William Smeal (en). Elle fait ses études à l'école quaker d'Ackworth dans le Yorkshire. Sa famille réside à Édimbourg puis à Aberdeen,.
Smeal est devenue la dirigeante et la secrétaire de l'association anti-esclavagiste Glasgow Ladies Emancipation Society. Son frère William Smeal fonde en 1822 la Glasgow Anti-Slavery Society, précurseur de la Glasgow Emancipation Society (en) fondée en 1833.
En 1838, elle publie avec Elizabeth Pease de Darlington une brochure intitulée Address to the Women of Great Britain, qui invite les femmes à prendre la parole en public et à former des organisations féminines anti-esclavagistes. Le discours qu'elle prépare pour la reine Victoria est crédité d'être le « coup final » qui a mis fin à l'esclavage dans les Caraïbes.
En 1840, Jane Smeal épouse John Wigham, marchand de thé et abolitionniste quaker de Glasgow. Elle noue une étroite amitié et collaboration avec sa belle-fille, Eliza Wigham,. Celle-ci est déléguée à la Convention mondiale contre l'esclavage (en) à Londres la même année.
Après que la Edinburgh Ladies' Emancipation Society ait cessé ses activités, Jane et Eliza, avec quelques-unes de leurs amies, ont créé l'Edinburgh National Society for Women's Suffrage, une filiale de la National Society for Women's Suffrage. Priscilla Bright McLaren en est la présidente, Elizabeth Pease, la trésorière, tandis qu'Eliza wigham et Agnès McLaren sont co-secrétaires. La société d'Édimbourg devient l'un des principaux groupes britanniques. Eliza et Jane Wigham soutiennent les prises de position controversées de l'abolitionniste et réformateur social américain William Lloyd Garrison.
John Wigham meurt en 1864 et Eliza est restée dans la maison familiale de South Grey Street à Édimbourg pour s'occuper de sa belle-mère. Jane Wigham meurt en novembre 1888 des suites d'une longue maladie.

## Postérité
Quatre des femmes associées à Édimbourg au XIXe siècle ont fait l'objet d'une campagne menée par des historiens d'Édimbourg en 2015, visant à faire reconnaître Elizabeth Pease Nichol (en), Priscilla Bright McLaren, Eliza Wigham et Jane Wigham comme les « héroïnes oubliées de la ville ».